# 小行星3056
小行星3056（3056 INAG）是一颗围绕太阳公转的小行星。1978年11月1日，富田弘一郎在科索尔发现了此天体。
該小行星以法國國家天文與地球物理研究所（Institut national d'astronomie et de géophysique）的縮寫命名。
这颗小行星的绝对星等为346.70529等。